# ويليام لانكستر (عالم إنسان)
ويليام لانكستر (بالإنجليزية: William Lancaster)‏ هو عالم إنسان بريطاني، ولد في 1938.